# 遠江森町の舞楽
遠江森町の舞楽（とおとうみもりまちのぶがく）は、静岡県周智郡森町に伝わり、1982年1月14日に重要無形民俗文化財に指定された以下の3つの民俗芸能の舞楽の総称である。
- 小国神社の舞楽（森町一宮 小国神社） -- 保護団体は小国神社古式舞楽保存会
- 山名神社天王祭舞楽（森町飯田 山名神社） -- 保護団体は山名神社天王祭舞楽保存会
- 天宮神社の十二段舞楽（森町天宮 天宮神社） -- 保護団体は天宮神社十二段舞楽保存会